# Ophthalmoglipa maranoelai
Ophthalmoglipa maranoelai es una especie de coleóptero de la familia Mordellidae.

## Distribución geográfica
Habita en Indonesia.